# Хэйлунцзян Айс Сити
«Хэйлунцзян Айс Сити» (кит. 黑龙江冰城足球俱乐部) — китайский футбольный клуб из провинции Хэйлунцзян, город Харбин, выступающий во второй по значимости китайской лиге. Домашней ареной клуба является Харбинский международный выставочный и спортивный центр вместимостью 50000 человек.

## История
Клуб был создан 25 августа 2014 года при местном спортивном бюро провинции Аньхой при спонсорской поддержке Корпорации Аньхой Литянь (安徽力天集团), в итоге команда получила название ФК «Аньхой Литянь» и 3 сентября 2014 года была официально зарегистрирована в Китайской футбольной ассоциации. В дебютном сезоне команде удалось выиграть Любительскую лигу розыгрыша 2014 года (Восточный округ Янчжоу) и принять участие в Любительской лиге Китая по футболу, где команда финишировала на 9-м месте. После успешного старта менеджмент клуба смог получить для команды профессиональный статус и принять участие в розыгрыше Второй лиги Китая. В первом же сезоне спонсоры рассчитывали на повышение статуса, однако главный тренер Шан Цин не смог достичь серии плей-офф и был заменен на Дин Вэя, который получил статус и.о. главного тренера. 1 июля 2015 года новым главным тренером стал Дарко Нович, но также не смог попасть с командой в плей-офф по окончании сезона.
1 января 2016 года спонсором клуба стала компания Heilongjiang Volcanic Springs Green Natural Mineral Water Co., Ltd., представляющая город Харбин, провинция Хэйлунцзян. По её решению клуб переехал в Харбин. 8 января 2016 года клуб получил разрешение на переезд и изменил название на Хэйлунцзян Лава Спринг, что практически совпадало с названием компании-спонсора. Кроме всего прочего, клуб получил новый логотип, форму с использованием фиолетового цвета вместо синего и нового главного тренера в лице Зорана Янковича. В качестве домашней арены был выбран Харбинский международный выставочный и спортивный центр вместимостью 50000 человек. Однако результат разочаровал - по итогам выступлений в сезоне 2016 года во второй лиге команда заняла 10-е место. 1 декабря 2016 года пост главного тренера занял Дуань Синь и смог не только довести команду до плей-офф, но и выиграть в сезоне 2017 года во второй лиге, после чего команда попала в розыгрыш Первой лиги 2018 года.

## Изменение названия
- 2014–2015 Аньхой Литянь (安徽力天)
- 2016–2021 Хэйлунцзян Лава Спринг (黑龙江火山鸣泉)
- 2021–н.в. Хэйлунцзян Айс Сити (黑龙江冰城)

## Достижения
- На конец сезона 2018 года[11]

Достижения по сезонам
| Сезон    | 2014 | 2015 | 2016 | 2017 | 2018 | 2019 |
| -------- | ---- | ---- | ---- | ---- | ---- | ---- |
| Дивизион | 4    | 3    | 3    | 3    | 2    | 2    |
| Место    | 9    | 5 1  | 10   | 1    | 7    | 4    |

- ↑  В Южной группе